# Vitved Kirke
Vitved Kirke, Vitved Sogn, Hjelmslev Herred i det tidligere Skanderborg Amt. Kirken ligger ca. 9 kilometer øst for Skanderborg.
Kor og skib er opført i romansk tid af granitkvadre over skråkantsokkel. Syddøren er bevaret, de ornamenterede karmsten er på deres plads, den søndre karms inderside har vikingetidsagtigt rankeslyng, ydersiden har rankeværk, som vokser ud af en løves mund, øverst mod syd ses en løve. Sydportalens tympanon sidder nu over våbenhusets dør, relieffet viser den korsfæstede Kristus mellem sidefigurer og et par dyr, alt under en arkaderække. Skibet blev forlænget mod vest i sengotisk tid og samtidig blev våbenhuset opført, tagrytteren er fra 1700-tallet. Vestforlængelsen er smallere end det romanske skib og har formodentlig båret et tårn. I skibets vestforlængelse er indmuret en hjørnekvader med løvefigurer og en kragsten med rankeslyng, sikkert fra korbuen. Kirken blev istandsat i 1963.
Koret fik i sengotisk tid indbygget krydshvælv, og samtidig blev korbuen omdannet til en spidsbue. Skibet har fladt loft. Altertavlen er fra anden halvdel af 1700-tallet, maleriet er udført af Mogens Kai Nørregård i 1950. Prædikestolen er fra 1639.
Den romanske døbefont af granit har løver på kummen og rund fod med firkantet fodplade.
- Kirken set fra sydvest.
- Kirken set fra nordvest.
- Kirkerummet set mod øst

- Tympanon over våbenhusets dør.
- Billedsten indmuret i sydmuren.
- Sydportal, karmsten mod vest
- Sydportal detalje

## Eksterne kilder og henvisninger
- Wikimedia Commons har flere filer relateret til Vitved Kirke
- Vitved Kirke (Webside ikke længere tilgængelig) på nordenskirker.dk
- Vitved Kirke på KortTilKirken.dk
- Vitved Kirke på danmarkskirker.natmus.dk (Danmarks Kirker, Nationalmuseet)